# ليو ميرفي (لاعب كرة قاعدة)
ليو ميرفي (بالإنجليزية: Leo Murphy)‏ هو لاعب كرة قاعدة أمريكي، ولد في 7 يناير 1889 في تير هوت في الولايات المتحدة، وتوفي في 12 أغسطس 1960 في راسين في الولايات المتحدة.